# 联城街道
联城街道是中华人民共和国浙江省丽水市莲都区下辖的一个街道办事处。
2011年12月22日，浙江省人民政府批复同意撤销联城镇建制，改设联城街道。

## 行政区划
联城街道下辖以下村级行政区划单位：
武村、敏河村、路湾村、苏埠村、坑口村、白前村、常宅村、官桥村、凤鸣村、林宅口村、金周村、青岗村、花街村、下圩村、张村街村、下沈村、（石玄）峡村、下林村、后弄村、赵源村、竹道村、界牌村、陈村、金弄口村、港口村、瑶畈村和底金弄村。